# STOBAR

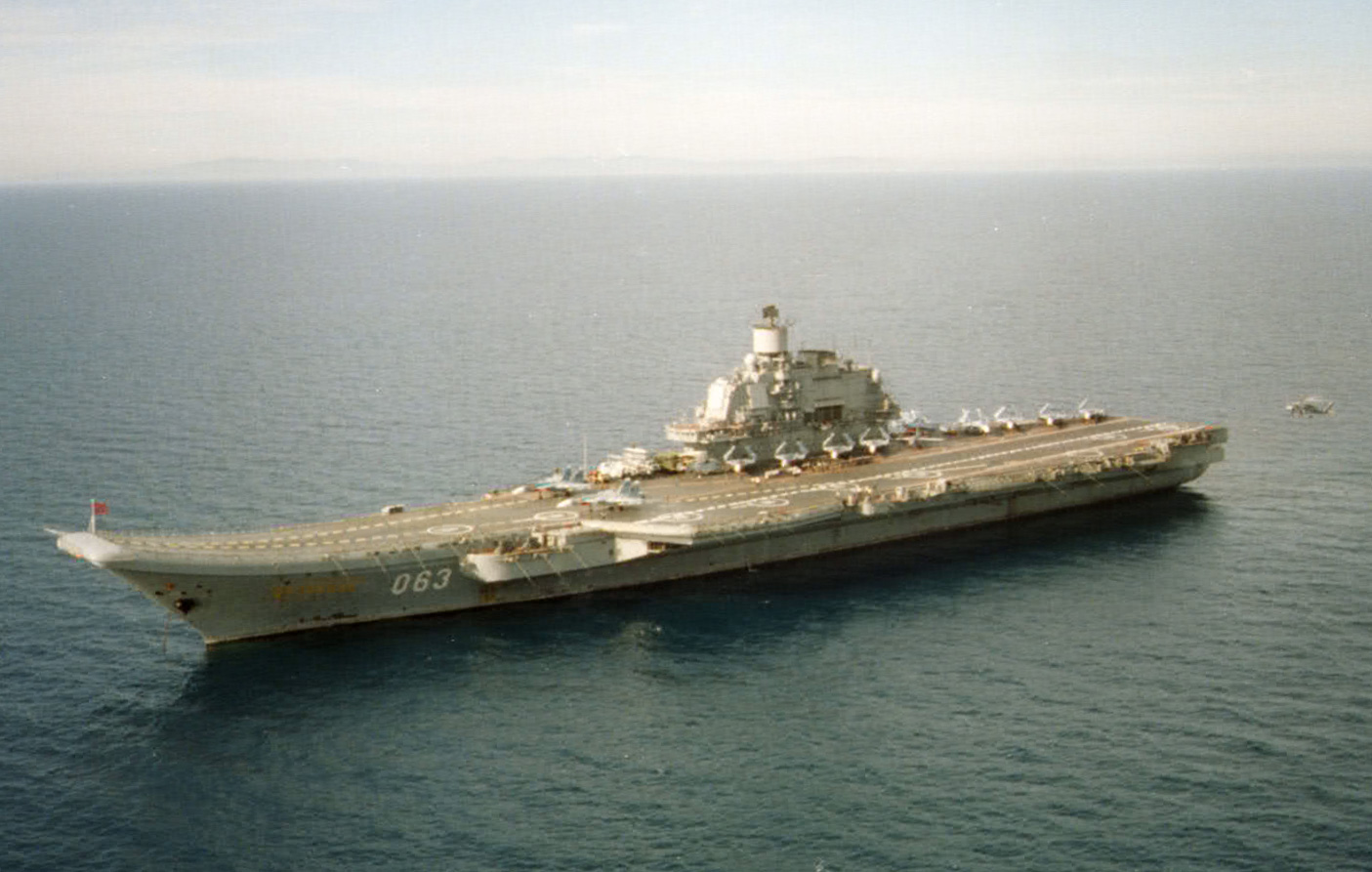
La nel 1996

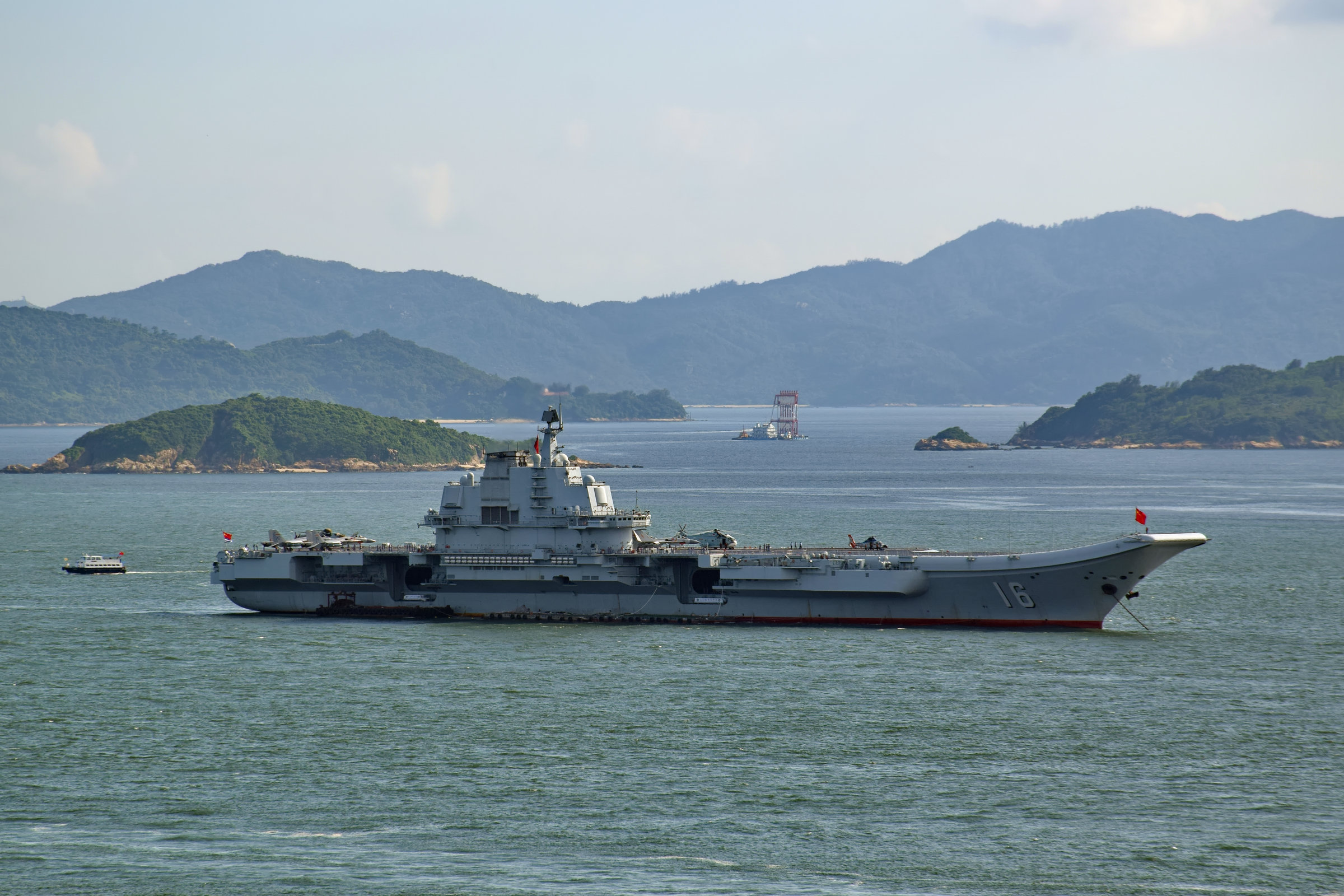
La nel 2017

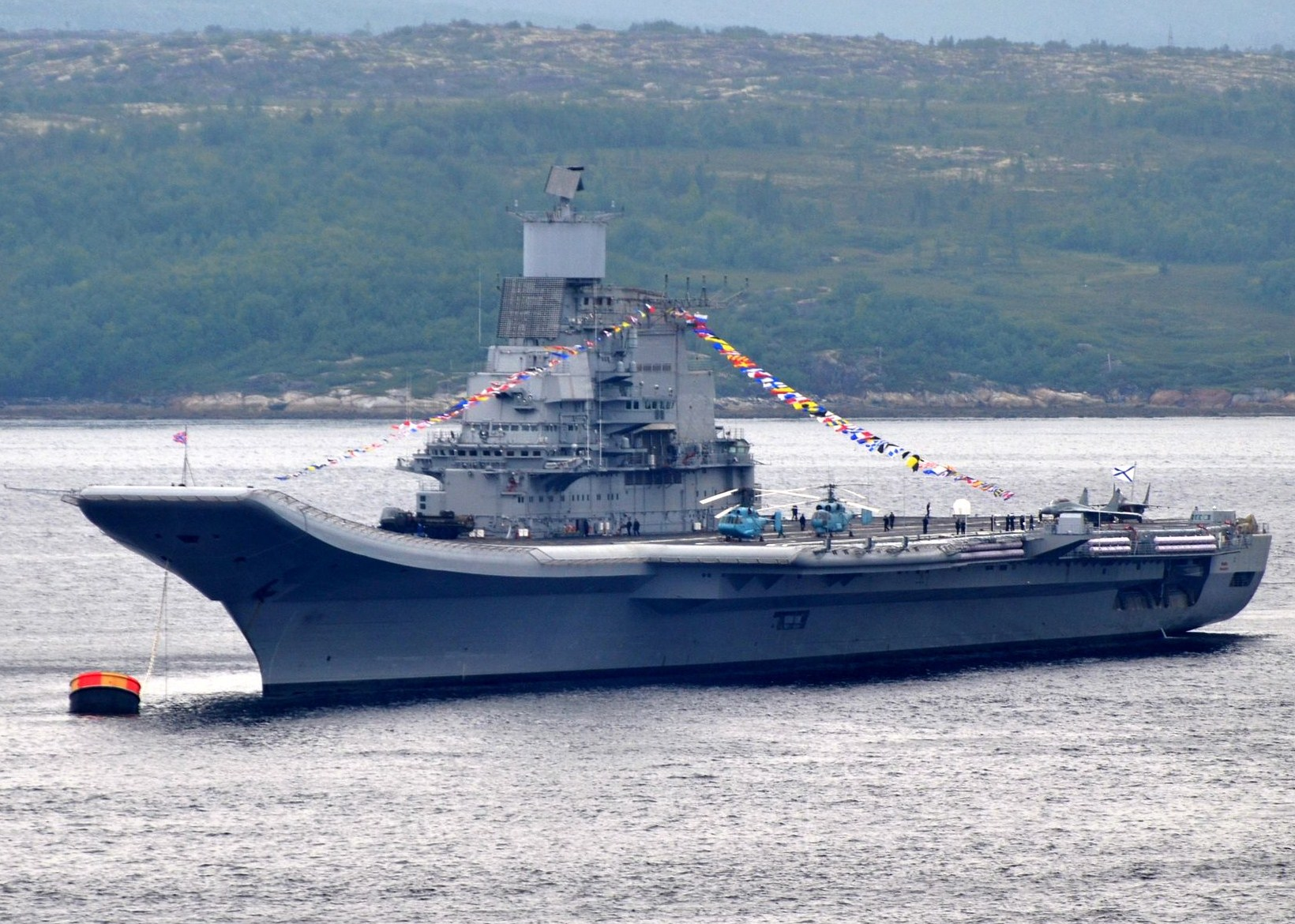
La nel 2012

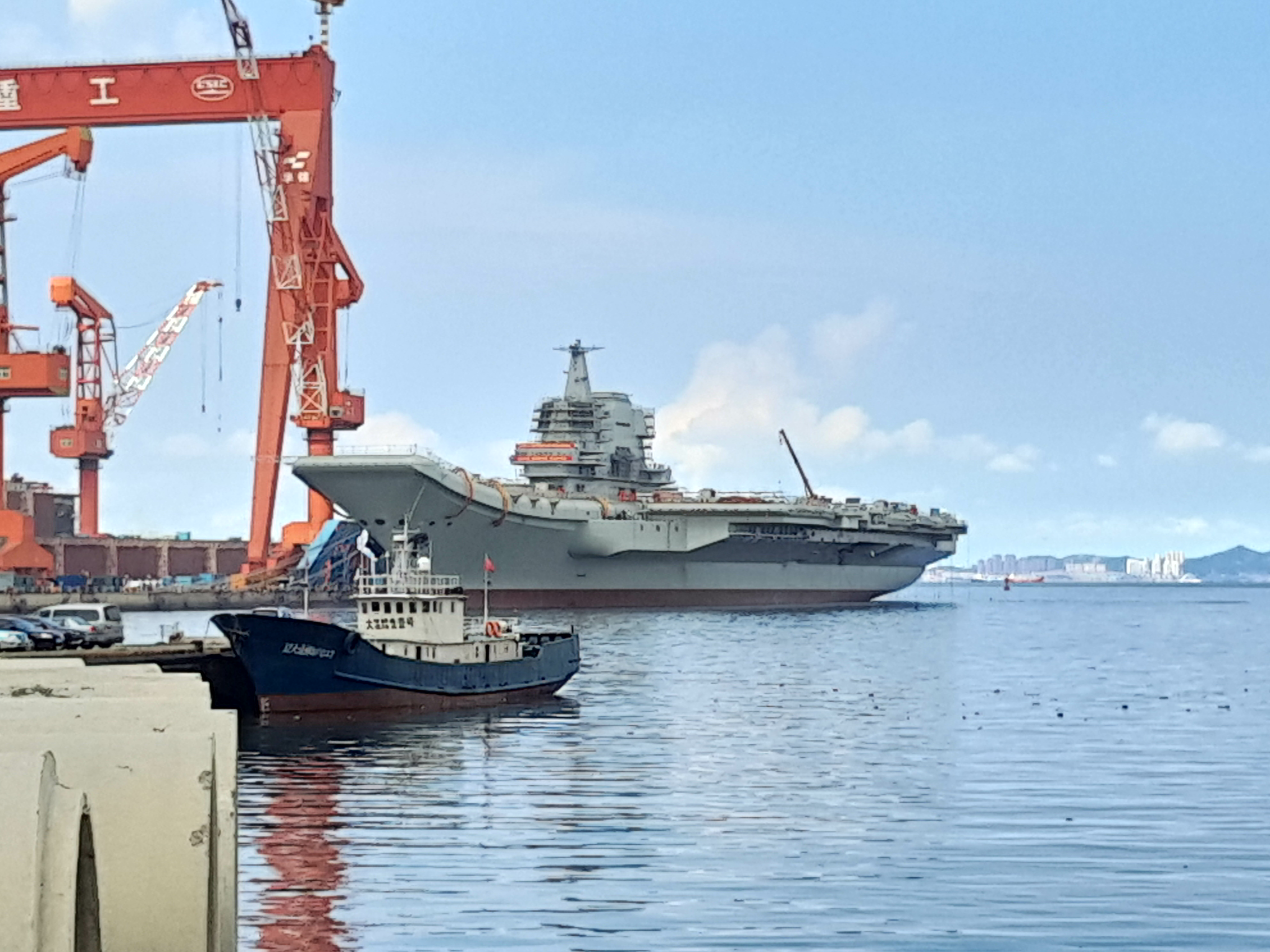
La nel 2017

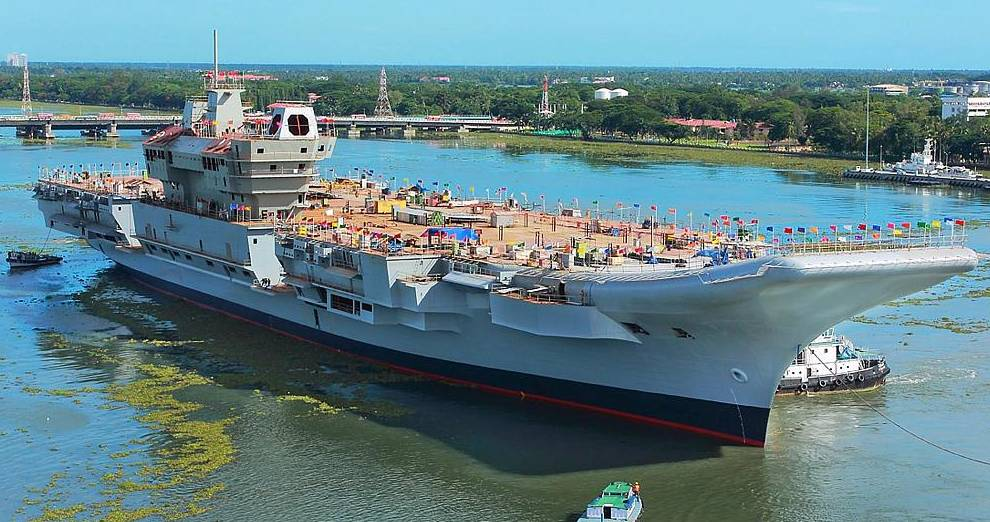
La in costruzione nel 2015

STOBAR (acronimo dell'inglese "short take-off but arrested recovery", in italiano "decollo corto ma arresto assistito", o di "short take-off, barrier-arrested recovery") è un sistema utilizzato per il decollo e l'atterraggio di specifici aerei dai ponti delle portaerei. Tale sistema combina elementi dei metodi STOVL (acronimo dell'inglese "short take-off and vertical landing") e CATOBAR (acronimo dell'inglese "catapult-assisted take-off but arrested recovery" o di "catapult-assisted take-off, barrier arrested recovery", in italiano "decollo assistito da catapulta, recupero con cavi di arresto").

## Descrizione
Il decollo dei velivoli, a differenza delle portaerei americane (di tipo CATOBAR), non avviene con l'ausilio di catapulte ma grazie ad uno ski-jump (cioè un trampolino) a prua, come sulle portaerei inglesi STOVL della classe Invincible, in modo da accorciare lo spazio necessario al decollo degli aerei.
La differenza è che sulle STOBAR non vengono impiegati aerei a decollo verticale (VTOL), come gli Harrier, ma aerei a decollo corto (STOL). Nella fase di decollo gli aerei accelerano al massimo facendo uso dei postbruciatori. Per l'atterraggio è invece necessario l'utilizzo di cavi di arresto.

### Vantaggi
Rispetto al sistema CATOBAR, un sistema STOBAR è molto più economico e semplice, nella realizzazione, nell'esercizio e nella manutenzione. Le catapulte sono infatti dei sistemi molto complessi e richiedono anche la presenza di numerosi operatori sul ponte per il corretto funzionamento: Inoltre il sistema STOBAR non richiede l'energia supplementare necessaria (che deve essere fornita dalla portaerei) per l'utilizzo delle catapulte (classiche a vapore) e permette anche di far decollare rapidamente molti aerei in successione.

### Svantaggi
L'aereo, dovendo decollare con l'ausilio dei propri motori, deve avere un alto rapporto spinta-peso, e se questo è possibile su aerei da caccia come il Su-33 o il MiG-29K, è problematico se non impossibile l'uso di altri tipi di aerei (ad esempio AEW come l'E-2 Hawkeye). Inoltre gli aerei spesso devono decollare con un carico di armi più limitato.

## Utilizzatori

### Portaerei
Le uniche portaerei che utilizzano un sistema di questo tipo oggi in servizio sono:
- la russa Admiral Kuznecov (classe Admiral Kuznetsov)
- la cinese Liaoning (classe Admiral Kuznetsov)
- l'indiana Vikramaditya (classe Kiev)[1]

Questa tecnologia sarà implementata anche in altre portaerei future:
- la cinese Shandong (classe Type 001A)
- l'indiana Vikrant (classe Vikrant)

### Aerei
Tra gli aerei imbarcati, i modelli in grado di operare secondo questa modalità sono:
- il russo Sukhoi Su-25UTG/UBP, operativo nella marina russa come aereo d'addestramento
- il russo Sukhoi Su-33, operativo nella marina russa
- il russo Mikoyan MiG-29K, operativo nella marina russa e nella marina indiana
- l'indiano HAL Tejas Navy, in fase di sviluppo e test per la marina indiana
- il cinese Shenyang J-15, in fase di sviluppo e test per la marina cinese
- il francese Dassault Rafale, secondo diverse simulazioni della Dassault Aviation, il Rafale è capace, senza modifiche, di operare da una portaerei in modalità STOBAR, ovvero senza catapulta ma con ski-jump e cavi di arresto.[2][3]